# Francisco Coloane
Francisco Coloane (Quemchi, 19 luglio 1910 – Santiago del Cile, 5 agosto 2002) è stato uno scrittore cileno.
Ritenuto uno dei più grandi romanzieri latino americani del XX secolo, non pochi critici lo hanno paragonato ad autori come Jack London, Joseph Conrad e Herman Melville; si ritiene che le sue opere abbiano fortemente influenzato, oltre a un'intera generazione di scrittori sudamericani, anche l'opera di Bruce Chatwin.
Il senso di grandezza e di potenza della natura, dalle montagne alle pianure della Patagonia, dalla sconfinata solitudine dei deserti all'oceano, pervade tutte le sue opere. Una volta Coloane disse, parlando di ciò che l'aveva spinto a scrivere, che era diventato scrittore per nostalgia, per la mancanza del mare e delle sue isole.

## Biografia
Francisco Coloane nacque in Cile, a Quemchi, nella provincia del Chiloé. Suo padre, Juan Agustín Coloane, fu capitano della prima baleniera cilena e sua madre, Humiliana Cárdenas, era una piccola proprietaria terriera. All'età di 17 anni, avendo già perso entrambi i genitori, si vide costretto a guadagnarsi da vivere. Abbandonò la scuola salesiana dove stava studiando e trovò lavoro come marinaio, sulle barche lungo i canali, come peone nelle fattorie della pampa australe e partecipando alle ricerche petrolifere nella zona dello Stretto di Magellano.
Agli inizi degli anni Trenta,si trasferì a Santiago del Cile, in cerca d'opportunità migliori. Qui trovò lavoro come redattore per il giornale Le Ultime Notizie. Qualche anno dopo cominciò a scrivere racconti, dove narrava dei suoi numerosi viaggi compiuti a cavallo, in nave, barca, veliero, che furono pubblicati da diversi giornali e riviste. Nel 1947 partecipò ad una spedizione di carattere scientifico-militare nell'Antartide; viaggiò nella regione australe del Cile insieme al poeta russo Etvušenko. Trascorse poi due anni in Cina, viaggiò attraverso la Mongolia, terra che gli ricordò le infinite distese della Patagonia, dove aveva trascorso parte della sua gioventù. Viaggiò poi fino alle Galápagos, osservando e descrivendo con passione un patrimonio naturale senza precedenti e senza difese.

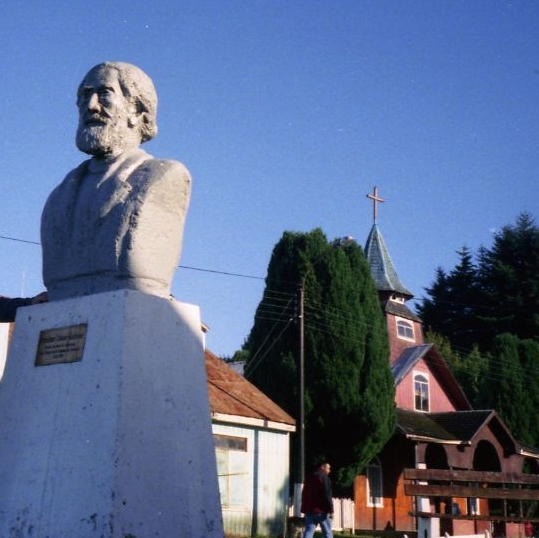
Busto di Coloane a Quemchi

Coloane ha fatto conoscere, al di là dei propri confini, le regioni più isolate e sconosciute del Cile, la parte più australe della terra: la provincia dello Stretto di Magellano e, in particolar modo, la Terra del Fuoco. Il mondo alla fine del mondo di Coloane è un oceano grigio e burrascoso con le acque tempestose popolate di pescatori, balene e foche.
Oltre a questo ha raccontato la vita semplice di esseri umani a volte vittoriosi, altre volte sconfitti, ma sempre impegnati in una lotta senza tregua, in un'atmosfera misteriosa e magica, a metà strada tra leggenda e realtà. Ma nelle sue pagine si trova anche la storia del Cile, quella con la esse maiuscola, quella che parla della dittatura, della persecuzione politica che ha costretto molti ad abbandonare il proprio paese e che ha cercato di relegare lo stesso Coloane.
Ricevette il Premio Nazionale di Letteratura del Cile nel 1964 e morì nella sua casa di Santiago del Cile l'8 agosto 2002.

## Opere
- L'ultimo mozzo della Baquedano (El Ultimo Grumete de la Baquedano), 1941
- Capo Horn (Cabo de Hornos), 1941
- La Tierra del Fuego se apaga (teatro), 1945
- I balenieri di Quintay (Golfo de Penas), 1945
- I conquistatori dell'Antartide (Los conquistadores de la Antártica), 1945
- Terra del fuoco (Tierra del Fuego), 1956
- Viaje al Este, 1958
- La scia della balena (El Camino de la Ballena), 1962
- Terra d'oblio (El témpano de Kanasaka y otros cuentos), 1968
- Cacciatori di Indios (El Guanaco blanco), 1980
- Crónicas de la India, 1983
- Velero anclado, 1995
- Cuentos completos, 1999
- Una vita alla fine del mondo (Los pasos del hombre), 2000
- Naufragi, 2002
- Galapagos (Traverìas y traversuras el las Galàpagos), 2002
- Antartide (La campana nevegante), Guanda, 2006
- Papeles recortados (escritos sobre su vida en China), LOM, 2004, con introduzione di Armando Uribe
- Última carta, Editorial Universidad de Santiago, 2005